# Ніагарський водоспад

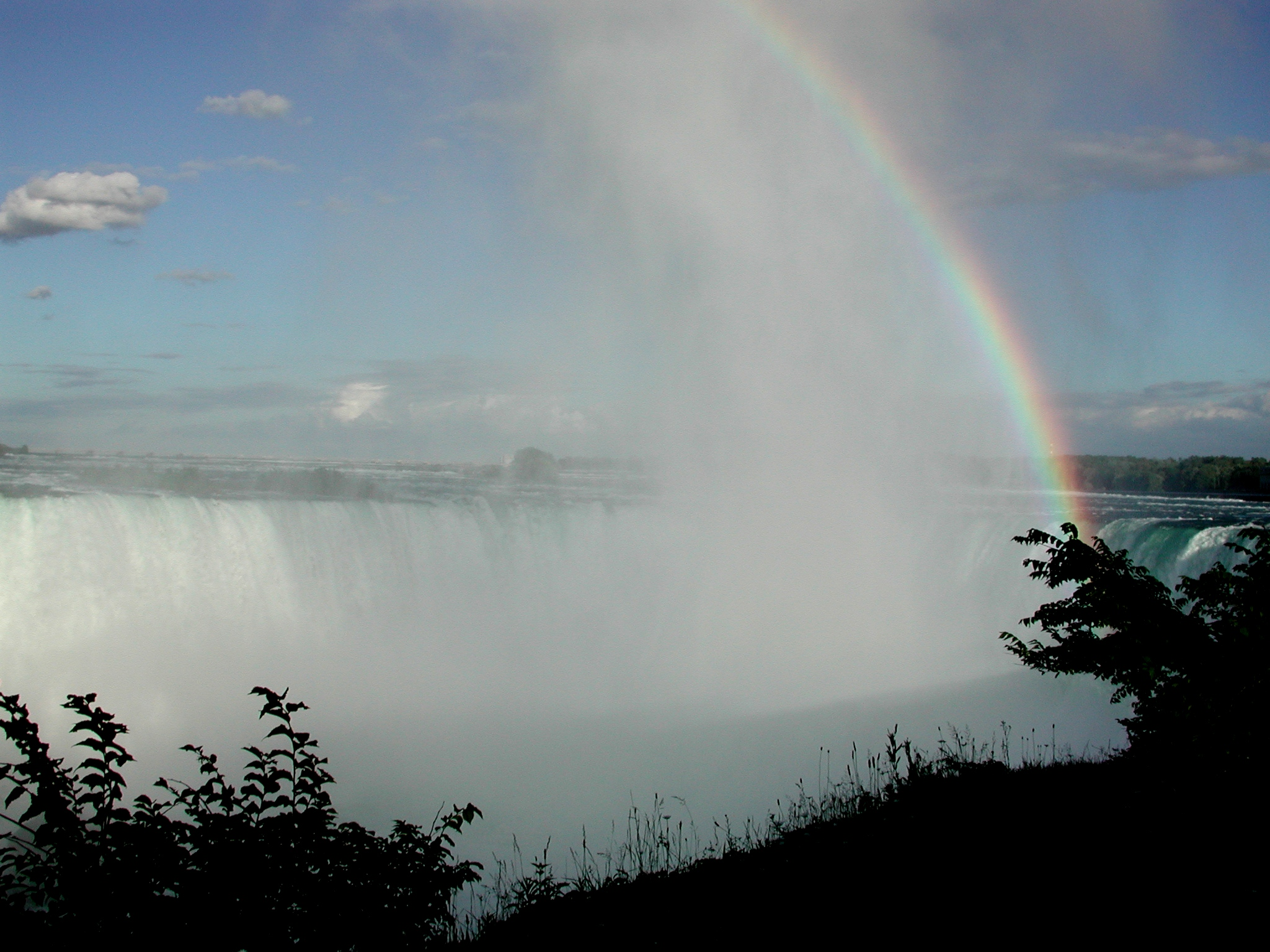
Водоспад «Підкова», або «Канадський водоспад» — один із трьох водоспадів Ніагари

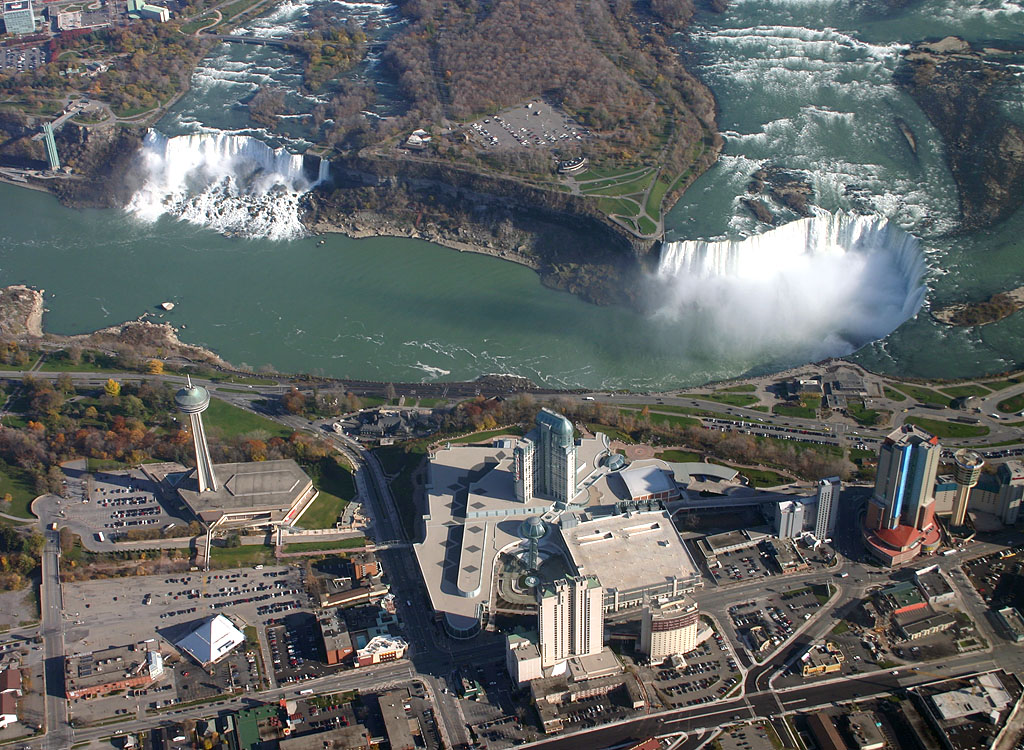
Вигляд із пташиного лету на Ніагарський водоспад (Американський водоспад зліва)

Ніага́рський водоспа́д (англ. Niagara Falls) — комплекс водоспадів на річці Ніагара, що відокремлює американський штат Нью-Йорк від канадської провінції Онтаріо.

## Характеристики
Ніагарські водоспади — це водоспад Горсшу («Підкова») (англ. Horseshoe Falls), іноді ще званий Канадським водоспадом (англ. Canadian Falls), Американський водоспад (англ. American Falls) і водоспад «Фата» (англ. Bridal Veil Falls). Разом ці три водоспади формують південну частину ніагарської ущелини. Хоча перепад висот водоспадів порівняно невеликий, водоспади дуже широкі, і за об'ємом води, що проходить через нього, Ніагарський водоспад — найпотужніший у Північній Америці: близько 3160 тонн води спадає з них кожну секунду, близько 90 % яких проходить через водоспад «Підкова».
Максимальна висота Ніагарського водоспаду — 57 м, максимальна ширина — 790 м (водоспад «Підкова»). Висота Американського водоспаду коливається від 21 до 30 м, а ширина — 320 м. Відстань між краями цих водоспадів становить 1039 м.
Середньорічна витрата води становить 2400—2800 м³/с, максимальна — 6400 м³/с, була зафіксована влітку на водоспаді «Підкова», а мінімальна взимку — 1400 м³/с. Водоспад за своєю шириною посідає 9-те, а за витратою води — 7-ме місце серед водоспадів світу.
Ніагарський водоспад був уперше відкритий для європейців бельгійським місіонером і мандрівником Луї Еннепеном 1677 року.

## Утворення водоспаду
Початок існування водоспаду відносять до Вісконсинського заледеніння, що закінчилось близько 10 000 років тому. Північноамериканські Великі озера і річка Ніагара — це результат існування останнього континентального льодовикового щита — Лаврентійського, що сповзав з території східної Канади. Льодовик рухався подібно до бульдозера: перемелюючи каміння і ґрунт, зрушуючи їх з місця, заглиблюючи русла річок і створюючи озера. У певних місцях відкладалися уламки порід (донна морена), примушуючи річки створювати нові русла. Геологи висловлюють припущення, що існує стара долина, похована під льодовиковими наносами приблизно в районі Велландського каналу (англ. Welland Canal).
Після того як крига скресла, дренажна канава з боку Великих озер перетворилася на сучасну річку Ніагара, яка не могла більше текти старою долиною, а утворила нове русло в докорінно зміненому ландшафті. Згодом річка Ніагара вирізала глибоку ущелину уздовж Ніагарського уступу, утворивши з північного берега обрив, викликаний ерозією гірських порід між озерами Ері та Онтаріо: річка розмивала старі морські скелі, геологічний вік яких був старший за льодовик. Три великі формації гірських порід були розмиті вщент в ущелині, утвореній річкою Ніагарою.
Коли знову утворене русло Ніагари зіштовхнулось з тривкими до ерозії доломітовими породами, цей шар став еродувати набагато повільніше, ніж м'які сланцеві й піскуваті породи, що лежали на нижчому рівні. За даними аерофотознімання чітко встановлюється геологічна формація Локпорт (Lockport Formation) середньо-силурійского періоду, яка лежить вверх за течією водоспаду і становить приблизно третину верхньої частини стіни ущелини. Вона представлена дуже щільними, міцними вапняками і доломітами. Безпосередньо під ними дві третини відкосу займають породи формації Рочестер (Rochester Formation) раннього силурійського періоду, — більш слабкі, м'якші і крихкіші. Вони здебільшого представлені чергуванням глинистого сланцю з тонкими пластами вапняку, що містить численні скам'янілості. Оскільки цей шар еродується значно легше, водний потік підрізає тверді пласти й утворює водоспад.
Близько 10 900 років тому Ніагарські водоспади знаходилися на місці сучасних поселень Квінстон, провінція Онтаріо (Queenston, Ontario), та Луістон, штат Нью-Йорк (Lewiston, NY), але через ерозію вони відступили на 11 кілометрів на південь. Ерозія також змінила форму водоспаду Підкова від невеликої арки, з часом перетворившись на підковоподібну і до нинішньої форми у вигляді гігантської літери V.

## Походження назви та історія освоєння території

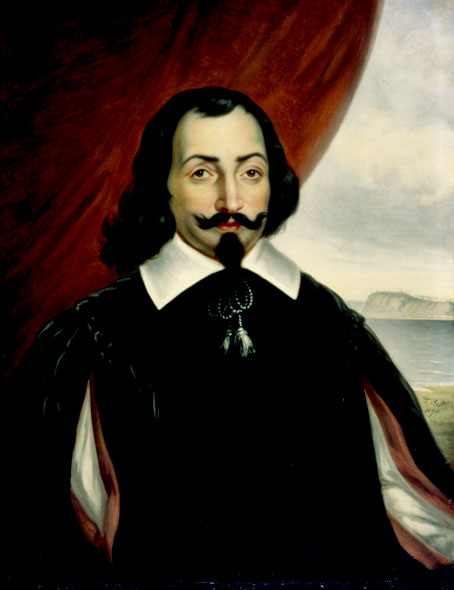
Портрет Самюеля де Шамплена роботи Теофіла Гамеля (1870)

Існує декілька версій походження назви «Ніагара». Так, професор канадського університету Trent University Лінда Лі Реві (Linda Lee Revie) вважає, що слово «Ніагара» («Грім Вод») походить від самоназви одного з ірокезьких народів Нейтраль — Onguiaronon («Народ Гримлячих Вод»). З часом європейські поселенці англізували це слово на «Nee-ah-guh-ah». Американський історик та професор каліфорнійського університету Джордж Стюарт писав, що назва походить від ірокезького поселення Ongniaahra («Точка землі, поділена надвоє»)

Перша згадка про Ніагарські водоспади серед європейських мандрівників з'явилася у нотатках французького мореплавця та майбутнього губернатора французьких поселень у Канаді, Самюеля де Шамплена у 1603 році. Сам він ці водоспади не бачив, а писав про них зі слів місцевих індіанців:
«У четвер, на десятий день місяця, ми обійшли Заячий Острів приблизно півтори ліги вздовж північного узбережжя, де інші індіанці пристали до нашої барки, серед яких був один молодий алгонкінець, який пройшов значну відстань у вищеназваному великому озері. Ми розпитали його дуже ретельно, як до того розпитували й інших дикунів. Він розповів нам, що… там знаходиться водоспад приблизно лігою завширшки, де велика маса води спадає у вищевказане озеро; що після водоспаду вже не можна побачити землі з іншої сторони, а тільки море настільки велике, що вони ніколи не бачили його кінця, та й не чули, щоб хтось інший бачив».

Географічна карта Нової Франції Самюеля де Шамплена з зображенням Ніагарських водоспадів, 1613 р.

Першими європейцями, які побували на водоспадах, вважаються бельгійський священик-францисканець Луї Еннепен та французький дослідник Робер де ла Саль. Досліджуючи території Нової Франції, вони побували на водоспадах у 1678 р. Вражений побаченим, Луї Еннепен пізніше написав у своїй праці «Опис Луїзіани»:
«За чотири ліги від озера Фронтенак (озеро Онтаріо) знаходиться неймовірний водоспад Катаракта, якому немає рівних…
Поміж озерами Онтаріо та Ері пролягає величезна та чудова Водяна Каденція, яка спадає настільки дивовижним та неймовірним чином, що немає тому рівних у Всесвіті. Так, в Італії та у Середземноморських районах можна знайти щось подібне, та ми можемо сміливо сказати, що все це жалюгідні відтінки в порівнянні із водоспадом, про який ми зараз говоримо. У підніжжі цієї жахливої прірви ми зустрічаємо річку Ніагара, яка не більш ніж чверть ліги в ширину, але неймовірно глибока у деяких місцях. Перед Водоспадом вона настільки стрімка, що несамовито зносить будь-яку тварину, яка намагається перетнути її, щоб погодуватися на протилежному березі. Вони не в змозі протистояти силі течії, яка неминуче скидає їх з висоти в шістсот футів».

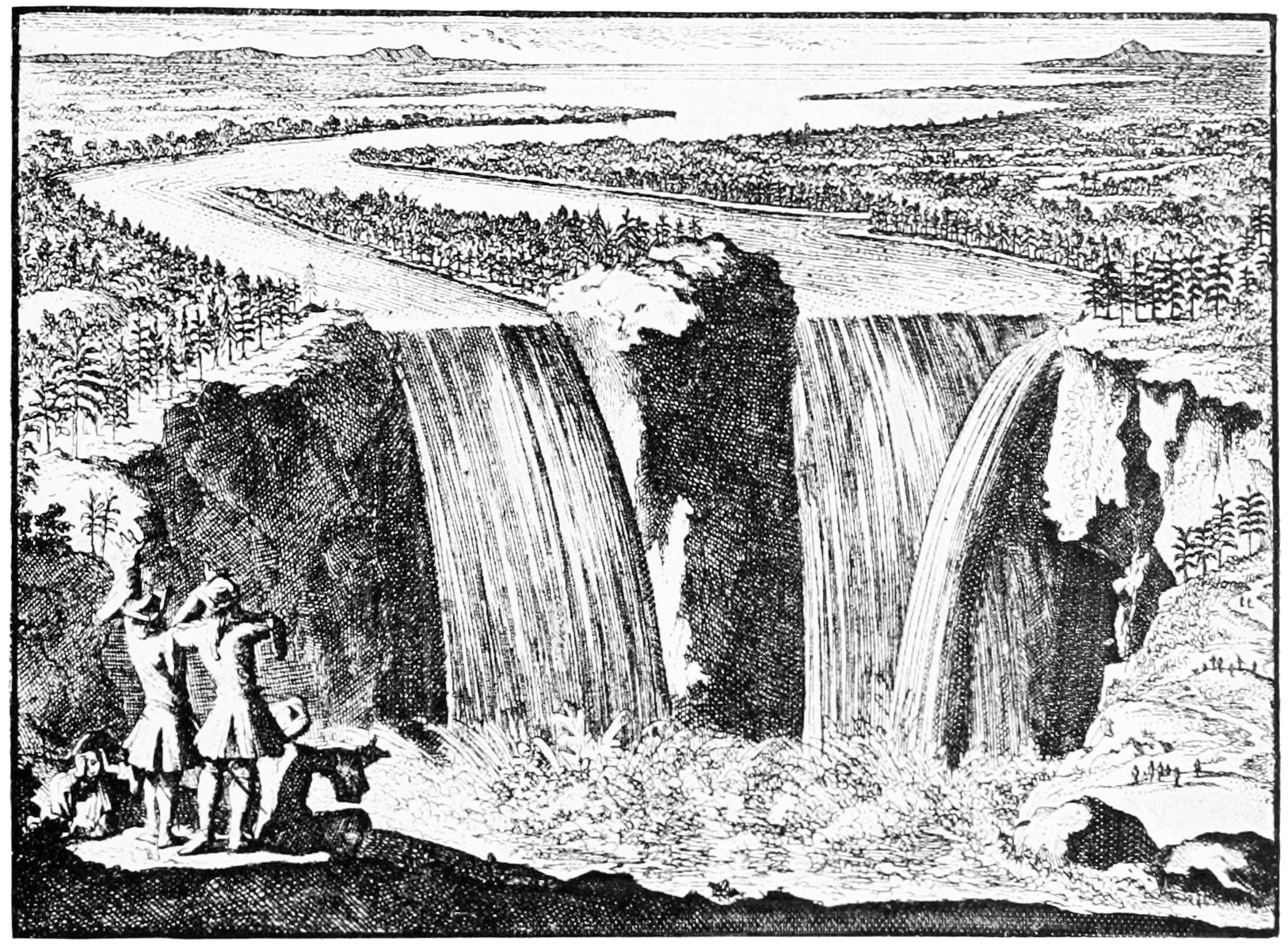
Niagara Falls
Father Louis Hennepin.

Побудова мосту та прокладання залізниці у 1855 р. спричинила економічний та туристичний бум у регіоні: було побудовано багато тартаків, водяних млинів, шкіряних заводів. 17 березня 1892 року декілька невеликих поселень з американської сторони об'єдналися в місто Ніагара-Фоллс (канадське місто з такою самою назвою було засновано у 1904 році). У 1853 р. була закладена перша гідроелектростанція — Niagara Falls Hydraulic Power and Mining Company. Її потужності вистачало на освітлення водоспадів та на забезпечення електроенергією декількох навколишніх поселень. У 1895 році компанія «Westinghouse Electric» запустила найпотужнішу у світі ГЕС з генераторами, розробленими Ніколою Теслою. Крім того, завдяки розвитку залізниці розвивався і туризм. Люди з усіх кінців світу приїжджали подивитися на Ніагарське чудо світу. Водоспади стали популярним місцем проведення медових місяців. Одним із таких туристів був, наприклад, Жером Бонапарт, брат Наполеона.
З розвитком території з'явились і нові проблеми: через численні промислові підприємства почалося масштабне забруднення річки токсичними речовинами. Щодо туризму, то доступ до водоспадів був платним та дуже обмеженим. Тому у 1860-х роках почалася кампанія за встановлення заповідності регіону. 30 квітня 1883 року губернатор штату Нью-Йорк Гровер Клівленд підписав білль, яким уповноважував спеціальну комісію відібрати територію для майбутнього заповідника та надавав кошти для викупу землі у приватних власників. Цей закон дозволив створити у 1885 році Ніагарський заповідник. На сьогоднішній день Niagara Falls State Park є найстарішим постійно діючим державним парком у США, і першим парком, для створення якого була застосована реквізиція приватної власності державою (eminent domain). З канадської сторони у 1885 році розпочалося створення національного парку провінції Онтаріо, який сьогодні відомий як Парк Королеви Вікторії.
У 1963 р. Ніагарський заповідник був проголошений Національним Надбанням США. У 2008 р. Конгресс затвердив його як Територію Національної Спадщини.
З метою запобігання подальшої ерозії ґрунту Канада та США з 1950 року почали спільно регулювати потік води.

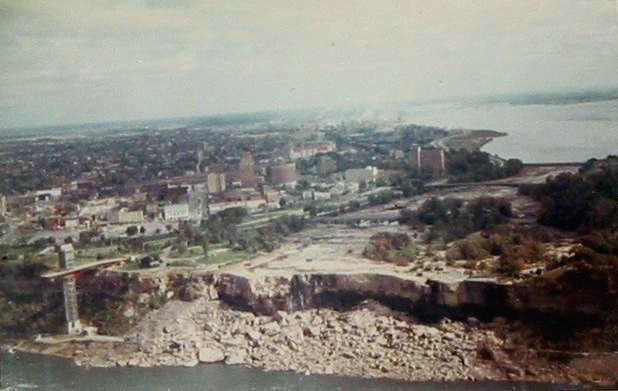
Американські водоспади перекриті під час проведення робот з контролю ерозії, 1969 р.

## Ніагарські Водоспади у фольклорі корінних народів
Серед овір'їв народу сенеків, який належить до групи Ірокезів, побутувала думка, що крізь гуркіт водоспаду з ними розмовляють духи Маніту, які мешкають у Печері Вітрів за водоспадом «Фатою». У них була традиція кожного року приносити у жертву духам найкрасивішу дівчину племені. Якщо маніту були задоволені, рік мав бути врожайним і люди сподівались на багату здобич під час полювань. Така смерть вважалася почесною: душа людини переносилася у світ Маніту, де не було горя та страждань, але були родючі землі та добра здобич. Обряд супроводжувався танцями, співами, різноманітними іграми.
Останнє таке жертвоприношення було зроблено у 1679 році. Його свідком став де ла Саль, який проповідував серед індіанців християнство, та намагався перешкодити цьому варварському звичаю. На що він отримав відповідь від старійшин племені: «Твої слова свідчать проти тебе. Ти кажеш, що Христос подає нам приклад. То ж ми будемо слідувати йому. Чому у вас принесення жертви Христом — це великий подвиг, а у нас — щось жахливе?»
Того року у жертву мала бути принесена дочка вождя племені, красуня на ім'я Лела-Уала. Її батько, Орлине Око, був вдівцем. Єдиною рідною людиною у нього була дочка. Але він мужньо прийняв вибір старійшин. Коли каное дівчини, наповнене фруктами та квітами спустили у річку, ще один човен попрямував до водоспадів — це не витримав її батько. Вони обидвоє загинули. Але мешканці поселення вірили, що ці двоє перетворилися на духів добра та сили. Він став правителем Катаракти, а вона — дівою туману над водоспадами.
Згідно з однієї з легенд, традиція жертвоприношень розпочалась у сенеків, коли декілька років поспіль в них була посуха і неврожай. Отже, коли каное Лели-Уали впало у водоспад, її підхопили два сини бога Грому, Хінума. Обидва у той же час закохалися у дочку вождя, але вона пообіцяла стати нареченою тому, хто розкаже, який злий дух вбиває її людей. Молодший брат розповів про гігантську змію, яка живе на дні Ніагари. Раз на рік змія стає голодною, підіймається на поверхню, та отруює воду. Померлих вона поїдає. Дух Лели-Уали передав це Сенекам, і вони вбили змію. Труп змії впав на дно річки півколом, і сформував водоспад «Підкову».

## Трюки та нещасні випадки
Ніагарські водоспади завжди приваблювали до себе не тільки туристів, але й прихильників екстремальних розваг. У жовтні 1829 р. американський каскадер Сем Петч на прізвисько «Стрибун Янкі» стрибнув у водоспад Підкову з оглядової вежі. Він став першим із величезного переліку шибайголів, які намагалися кинути виклик силам природи. Більшість з них загинули або залишились покаліченими. Сьогодні будь-які трюки над водоспадами без узгодження із адміністрацією як канадського, так і американського парків заборонені, та караються штрафом до 5 000 доларів, або 6 місяцями ув'язнення, або і тим, і тим разом. Це, звичайно, якщо людина виживе.
15 серпня 1860 р. канадський еквілібрист Вільям Леонард Гант, більш відомий за своїм сценічним ім'ям, як Великий Фаріні, пройшовся по канату над Ніагарою. З собою він мав жердину для балансу та ще один моток канату. Дійшовши до середини річки він, зв'язавши канати, спустився на палубу прогулянкового судна Maid of the Mist (61 метр вниз), випив там чарку вина, піднявся знов догори, та дійшов по канату до протилежної сторони Ніагари. Відпочивши десять хвилин він пішов по канату назад із зав'язаними очима, та одягнувши на ноги два кошики. Фаріні ще раз намагався перетнути річку у 1864 році. Він планував на ходулях підійти до краю водоспадів. Але цього разу на нього чекала невдача: одна з ходуль застрягла та зламалася. Він зміг дістатися лише острова Робінзона, де й був врятований.
8 липня 1876 року 23-річна італійка Марія Спелтеріні стала першою жінкою, яка пройшла понад Ніагарою на канаті. 12 липня вона повторила свій трюк, але цього разу з двома кошиками на ногах. Третього разу, через тиждень, вона пройшлася по канату з зав'язаними очима, а через три дні — закована у наручники на щиколотках та зап'ястях. Востаннє вона пересікла Ніагару 26 липня 1876 р.
Британський капітан Метью Вебб (Captain Matthew Webb), який першим переплив Ла Манш, потонув у 1883 році, коли намагався переплисти бурхливі потоки Ніагари.

24 жовтня 1901 р. 63-річна шкільна вчителька з Мічигану, Енні Едсон Тейлор, стала першою людиною, яка стрибнула з водоспаду в бочці. Її метою було привернути до себе увагу та заробити цим трюком грошей, щоб вийти зі скрутного фінансового стану. Першу мрію вона здійснила — миттєво стала знаменитою, а ось економічні свої справи жінці покращити не вдалося. Незважаючи на успішне втконання стрибка, відбувшись лише незначними подряпинами, вона радила більше нікому не повторювати її вчинку: 
«До останнього свого подиху я буду застерігати інших від такого подвигу… Я краще полізу в жерло гармати, знаючи, що вона розірве мене на шматки, ніж ще раз спущуся водоспадом».
У 1918 році ледве не трапився нещасний випадок, коли баржу на річці Ніагара відірвало від буксиру та понесло до водоспаду. На щастя, двоє робітників, які були на баржі, змогли посадити її на мілину недалеко від водоспаду.
9 липня 1960 року трапилася подія, яку пізніше назвали «Чудом на Ніагарі»: місцевий мешканець взяв двох дітей — 7-річного Роджера Вудварда, та його 17-літню сестру Деанну — на прогулянку моторним човном по річці. Мотор заглух, і потужний потік води перекинув човен. Чоловік впав з водоспаду та загинув. Хлопець теж впав з Підкови. На ньоиму був лише купальний костюм і рятувальний жилет, та Роджер відбувся лише незначними подряпинами і був піднятий на борт Maid of the Mist. Його сестра опинилася на межі водоспаду, але була теж врятована двома туристами із Нью-Джерсі.
5 червня 1990 р. Джессі Шарп, каноїст з Теннессі намагався стрибнути з водоспаду у каное. Він відмовився одягти шолом, щоб не затуляти обличчя для фотографування, також не вдягнув рятувального жилета, бо вважав, що він тільки завадить йому врятуватися в екстремальній ситуації. Оператор електростанції, дізнавшись про трюк, перекрив дамбу для того, щоб посадити човен на мілину, але це не зупинило Джессі. Він був настільки впевнений в успіху, що навіть зарезервував стіл в одному з ресторанів у сусідньому місті. Човен впав з водоспаду, а його тіло так ніколи й не знайшли.
1 жовтня 1995 року 39-річний випускник школи каскадерів Роберт Оверакер спробував стрибнути з водоспаду на гідроциклі. Цим вчинком він намагався привернути увагу до проблем бездомних. Роберт готував свій трюк сім років. За планом він мав дійти до краю водоспаду на гідроциклі, а потім стрибнути з парашутом. Але парашут не спрацював, чоловік упав у воду і розбився на смерть.
Ще одна трагедія мало не сталася 11 червня 2011 року, коли заглух двигун на човні з чотирма підлітками. Після операції з їх врятування два офіцера канадської паркової поліції поверталися до бази. Але через темряву та сильний туман вони самі загубилися і наскочили на каміння за триста метрів від краю водоспаду. З канадської сторони був викликаний гелікоптер, який забрав поліцейських. Усього операція з їх рятування тривала п'ять годин.
У 2003 році канадець Кірк Джонес стрибнув з водоспаду взагалі без будь-яких засобів захисту. Він став першою людиною, яка пережила таке падіння, відбувшись лише переломами ребер, та подряпинами. Його сім'я розповіла, що він давно готувався до цього трюку, але пізніше він зізнався, що намагався покінчити життя самогубством. Канадська влада оштрафувала його на 3 000 доларів, та довічно заборонила відвідувати водоспади. Незважаючи на заборону, Джонес повернувся до Ніагари, ймовірно, 19 квітня 2017 р. з новим трюком — він спробував спуститися по водоспаду всередині триметрової надувної кулі. Але цього разу трюк не вдався, і Джонес загинув. Його тіло було виловлене з річки 2 червня 2017 р..
Сьогодні, як канадське, так і американське міста Ніагара-Фоллс мають невеличкі виставки артефактів (бочки, гідроцикл, та ін.), які залишились від людей, які кинули свого часу виклик водоспадам.

## Туризм
Ніагарський водоспад є одним з найважливіших туристичних центрів Північної Америки, що приваблює мільйони відвідувачів щорічно завдяки своїм природним краєвидам та розвиненій інфраструктурі з обох боків кордону — у штаті Нью-Йорк, США, та провінції Онтаріо, Канада. Регіон пропонує численні атракціони, готелі та послуги для туристів.
Для зручності пересування між ключовими локаціями на канадському боці діє автобусна система WEGO, яка з'єднує туристичні райони та готелі з основними пам'ятками парку. Обидва державні парки, американський та канадський, пропонують мапи та вказівники для відвідувачів.
Серед найпопулярніших атракціонів — «Подорож за водоспад» (Journey Behind the Falls), що дозволяє відвідувачам спуститися на оглядовий майданчик біля підніжжя водоспаду «Підкова», та «Прогулянка біля бурхливої води» (White Water Walk) уздовж стрімких порогів річки Ніагари. Різноманітні туристичні компанії та платформи, пропонують огляди та рейтинги численних розваг та турів, доступних у регіоні. Туризм є ключовим сектором економіки регіону, що підтримується місцевою владою та бізнесом.

### Активний відпочинок та природа

#### Пішохідний туризм та велоспорт
Регіон Ніагарського водоспаду має розгалужену мережу пішохідних та велосипедних маршрутів. На канадському боці популярністю користуються маршрути, перелічені на різних туристичних платформах.. Місцева влада активно розвиває велосипедну інфраструктуру.
Велосипедний туризм є надзвичайно популярним завдяки мальовничим маршрутам, таким як Niagara River Recreation Trail, що простягається вздовж річки Ніагари. Існують численні путівники та мапи для велосипедистів. Туристичні компанії пропонують організовані велотури, що поєднують відвідування водоспаду з дегустацією вин у місцевих виноробнях. Також доступна оренда велосипедів та інформація про найкращі місцеві маршрути.

#### Каякінг та водні види спорту
Каякінг на річці Ніагара та прилеглих водоймах є популярною розвагою. Численні компанії пропонують оренду каяків та організовані тури, як на американському, так і на канадському боці. Тури проводяться в спокійніших частинах річки, наприклад, біля Гранд-Айленд або вгору за течією від водоспаду. Також існують спеціалізовані тури, наприклад, на заході сонця.
Для каякерів доступні маршрути різної складності, від спокійних заток, як-от Блек-Крік, до більш вимогливих ділянок, як-от Фіфтін-Майл-Крік. Компанії, що надають послуги, пропонують різні цінові пакети та моделі оренди обладнання.
Спуск на каяку безпосередньо з водоспаду є екстремальним і небезпечним вчинком, який заборонений для туристів. Однак, це приваблює професійних спортсменів. Зокрема, каякер Рафа Ортіс здійснив спробу подолати водоспад, що було задокументовано у фільмі «Chasing Niagara».

#### Риболовля
Нижня течія річки Ніагари є одним з найкращих місць для спортивної риболовлі у Північній Америці. Завдяки високому вмісту кисню у воді після водоспадів, річка приваблює велику кількість риби. Тут водяться різноманітні види, зокрема лососеві, форель, окунь та судак.
Для рибалок доступні послуги чартерних катерів та професійних гідів. Регіональні туристичні організації регулярно публікують звіти про умови риболовлі. Риболовля в цьому районі є настільки популярною, що приваблює ентузіастів з різних куточків світу.

## Зображення Ніагарського водоспаду у мистецтві

### У кіно
Другу хвилю туристичного буму водоспади отримали після виходу у 1953 р. на великий екран фільму «Ніагара» режисера Генрі Гетевея з Мерилін Монро та Джозефом Коттеном у головних ролях. Фільм знятий у стилі нуар. За сюжетом, молоде подружжя Катлерів приїжджає до водоспадів на медовий місяць, але ненароком стають учасниками детективної історії.
В одній із серій мультиплікаційного серіалу про Вуді Вудпекера 1956 р. під назвою «Ніагарські дурні» (Niagara Fools) Вуді планує сплавитись вниз по водоспаду в бочці, але один із рейнджерів намагається йому у цьому перешкодити. Кожного разу рейнджер сам неодмінно опиняється у цій злощасній бочці.
У 1974 році вийшла стрічка студії NBC під назвою «Велика Ніагара» (The Great Niagara) з Річардом Буном та Ренді Квейдом у головних ролях. В ній розповідається про історію родини, члени якої вирішили кинути виклик Ніагарі, та спуститися водоспадом у бочці.
У фільмі «Супермен II» 1980 р. події розгоралися на Ніагарі. У 1986 р. IMAX зняв документальну стрічку «Ніагара: чудо, міфи та магія» (Niagara: Miracles, Myths and Magic). Водоспад також зустрічається у мультфільмі про черепашок-ніндзя під назвою «Повернення Технодрому»(Return of the Technodrome) 1988 року. У 2006 році на водоспадах також йшли зйомки фільму «Пірати Карибського Моря: На краю світу».
У науково-популярному серіалі «Життя після людей», знятому History Channel  розповідається про те, що очікує на Ніагару через 5 000 років: через ерозію ґрунту американський водоспад та «Фата» пересохнуть, а «Підкова» зсунеться на північ на 1,9 кілометра.

### У музиці
У 1960 р. компанія Niagara Falls Power Generation Project замовила композитору Ферде Грофе (Ferde Grofé) сюїту «Ніагарський Водоспад» на честь завершення побудови першого ступеня нової гідроелектростанції.
У 1997 р. композитор Майкл Доґерті (Michael Daugherty) написав концерт для духового оркестру «Ніагарський аодоспад».

### В літературі

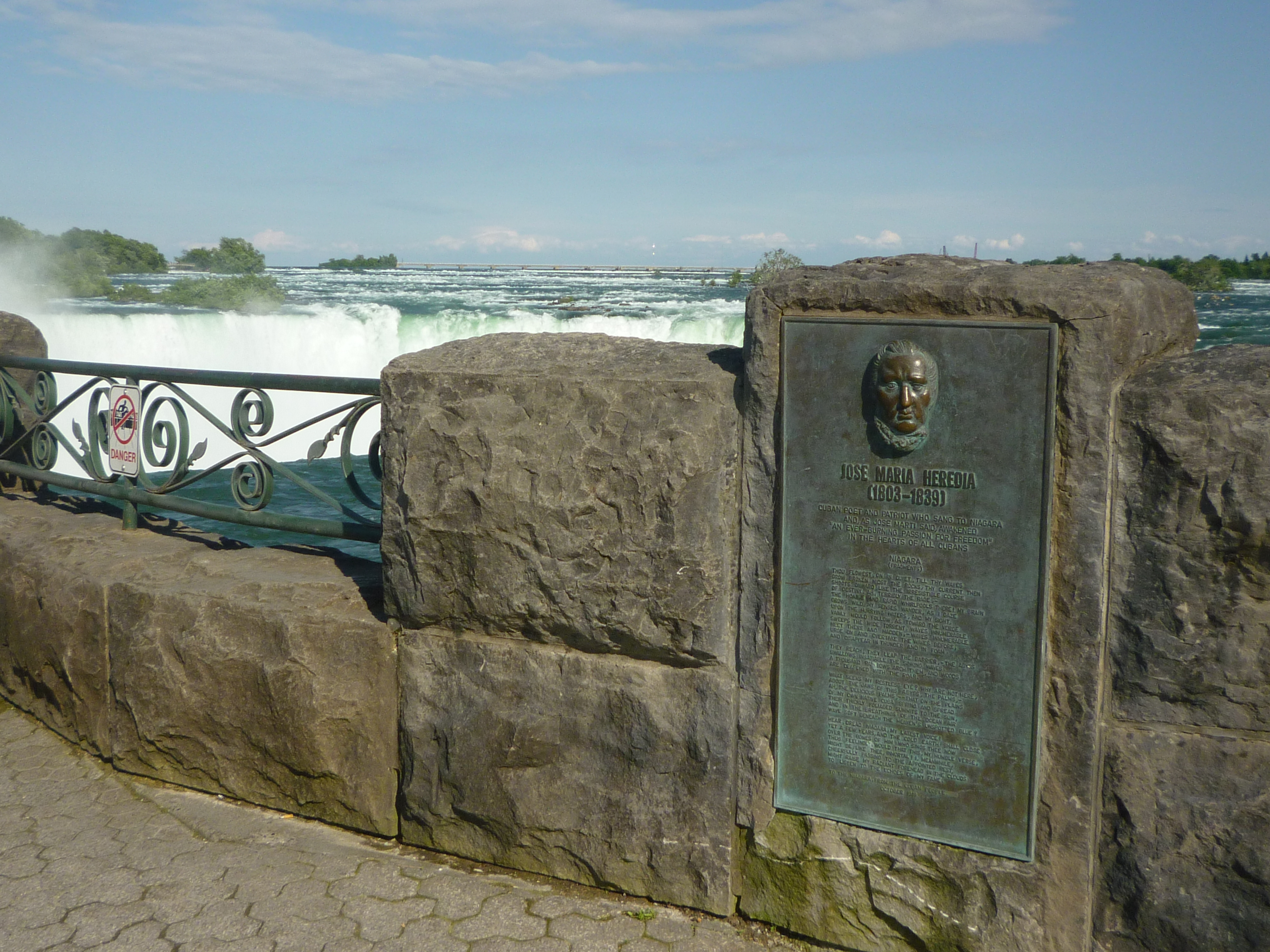
Меморіальна дошка José María Heredia y Heredia на Тейбл-Рок

Район Ніагарського водоспаду виступає базовим табором для німецького повітряного вторгнення в Сполучені Штати в романі Герберта Веллса «Війна в повітрі». Багато поетів надихались водоспадом на створення віршів про нього. Серед них був кубинський поет Хосе Марія Ередіа, який написав поему «Ніагара». Обабіч водоспаду встановлені пам'ятні дошки з визнанням поеми. У 1818 році американський поет Джон Ніл опублікував поему «Битва за Ніагару», яка вважається найкращим поетичним описом Ніагарського водоспаду на той час. У 1835 році як поетична інтерпретація картини художника Томаса Аллома із зображенням водоспаду Підкова, з'явилась поема «Індіанська дівчина» Летиції Елізабет Лендон, у якій авторка уявляє індіанську дівчину, яка, врятувавши життя полоненому молодому європейцю, бере його за чоловіка, однак пізніше лишається покинутою. У своєму розпачі вона драматично веде своє каное до водоспаду.
Лідія Сіґурні написала два драматичні вірші про водоспад: Ніагара, у 1836 році та ще раз у своїх «Сценах у моїй рідній країні, Ніагарі» у 1845 році. У 1848 році преподобний Ч. А. Балклі з Маунт-Морріс, штат Нью-Йорк, опублікував «Ніагара: поема» — 132-сторінковий віршований твір із 3600 рядків білим віршем, у якому чудеса водоспаду представлені як «тема однієї поеми».
У 1893 році Марк Твен написав сатиричний етюд під назвою «Перша достовірна згадка про Ніагарський водоспад», у якому Адам і Єва живуть біля водоспаду.
Один з канадсько-українських авторів Пантелеймон Божик у 1936 написав вірш «Водоспад Ніяґара», а інший поет (також священник) Мирослав Ічнянський зобразив «Ніяґарський карнавал» таким чином:
Удари грому. Шум кінноти.

І рев, і стогін. Плач і спів.

Вогонь у райдузі вогнів

У ніяґарських левіх водах.

Сміється беріг канадійський

Сотнями золотих очей, —

Не шкодував Самсон плечей

Створити з будня казку дійсну.

### У живопису
Ніагарський водоспад був таким привабливим для художників, що, як пише Джон Говат, цей пейзаж 
|  | був найпопулярнішим, найбільш зображуваним, і це зображення було найбільш частою темою у всьому пейзажному малярстві 19-го і 20-го століть у Європі та Америці |

.

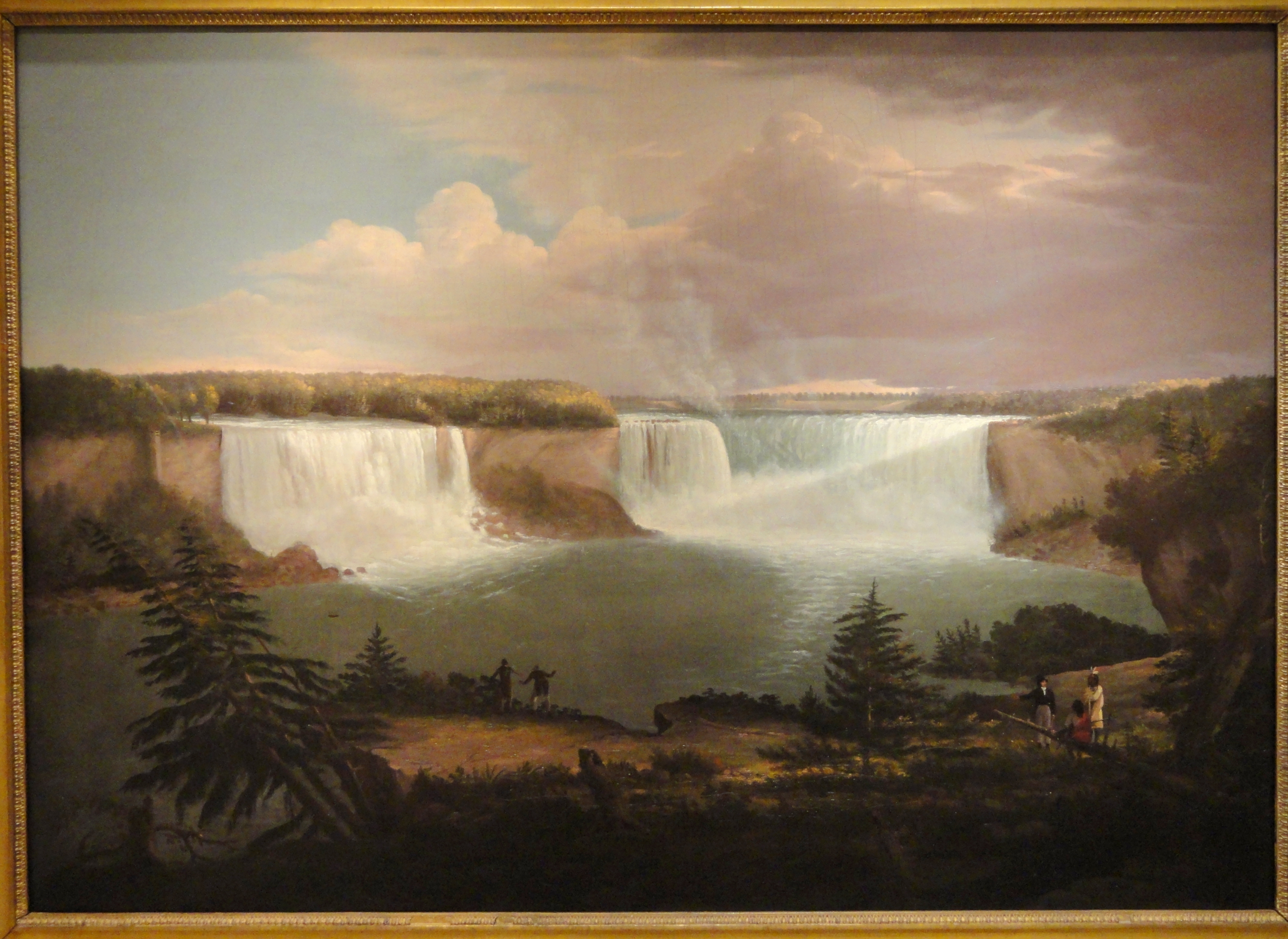
Загальний вигляд водоспаду в Ніагарі (Alvan Fisher), 1820
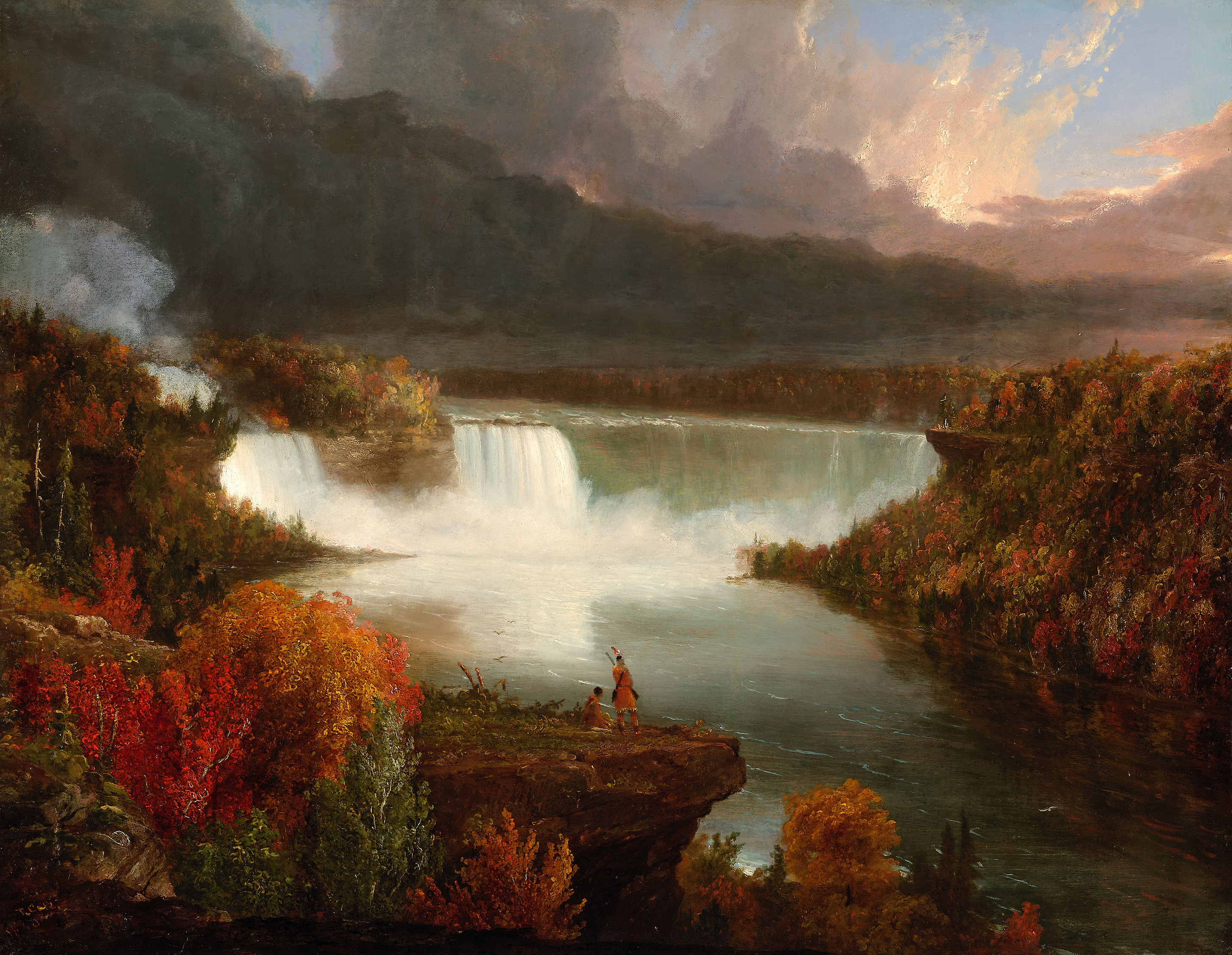
Ніагарський водоспад здалеку (Томас Коул), 1830
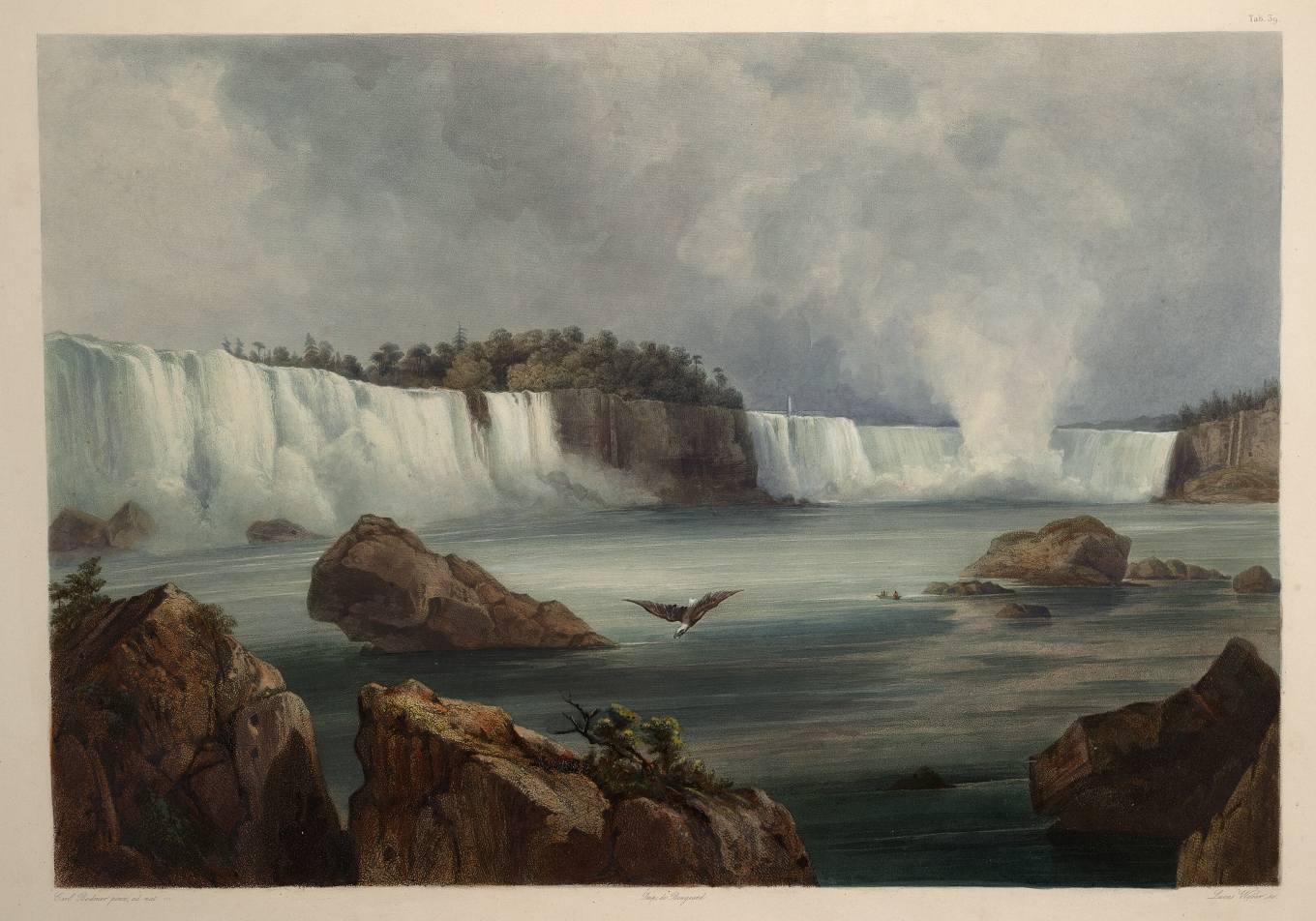
Niagara Fälle. Les chûtes du Niagara. Niagara Falls  (Карл Бодмер), близько 1832
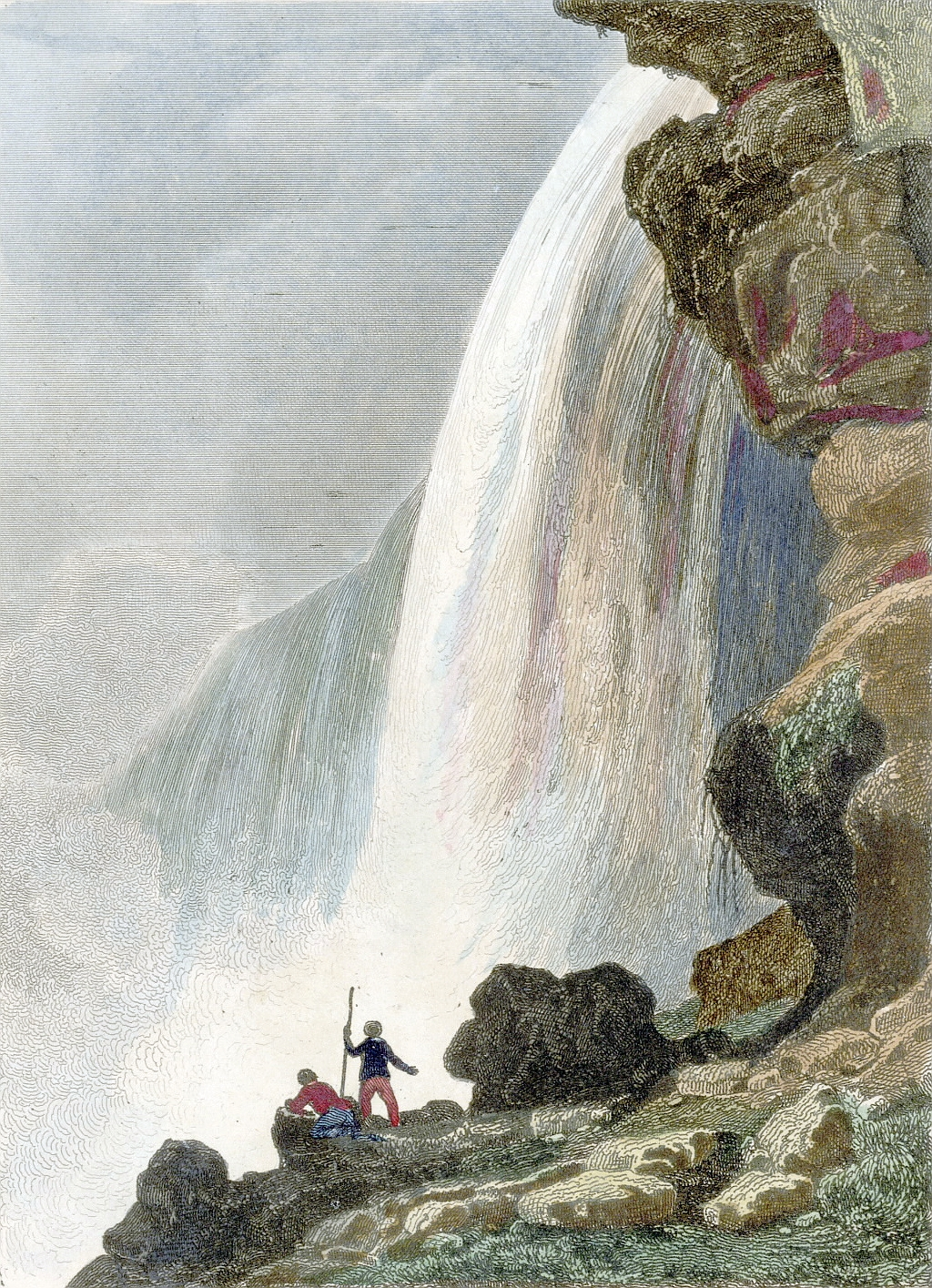
Voute sous la Chute du Niagara – Niagara Falls, близько 1841
Ніагара (Фредерік Едвін Черч), 1857
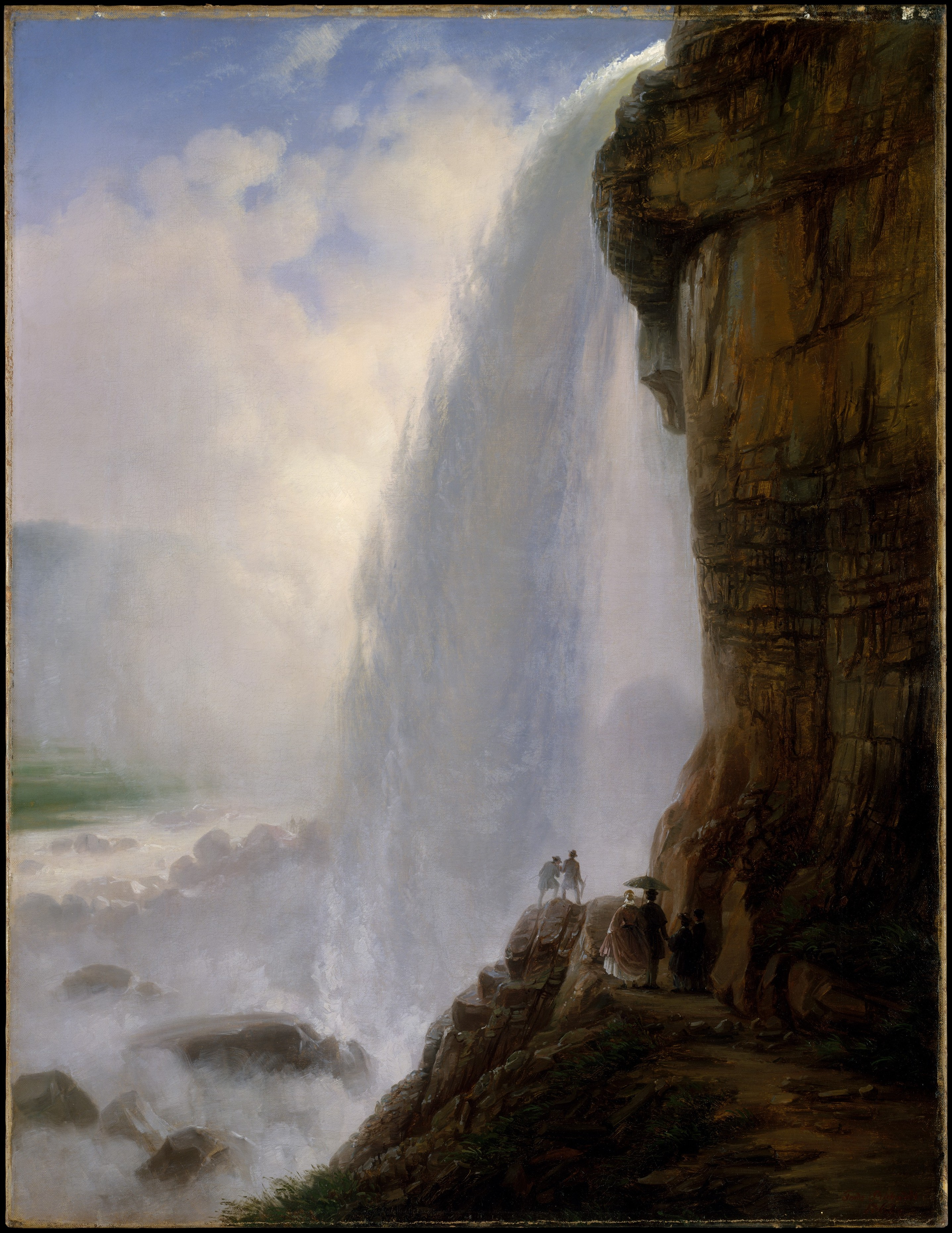
Попід Ніагарським водоспадом (Ferdinand Richardt), 1862
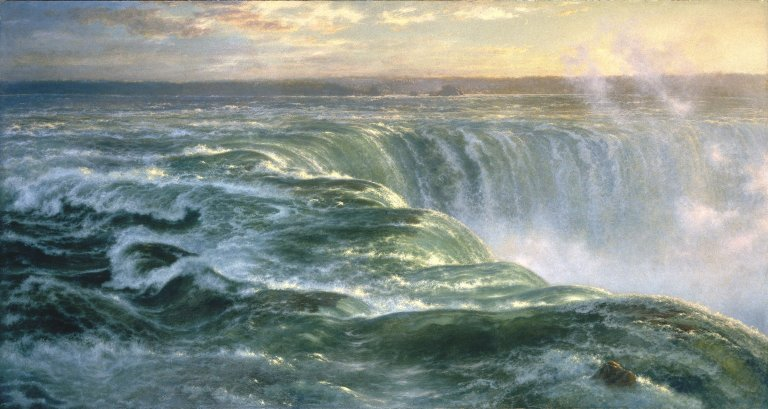
Ніагара (Louis Rémy Mignot), близько 1866
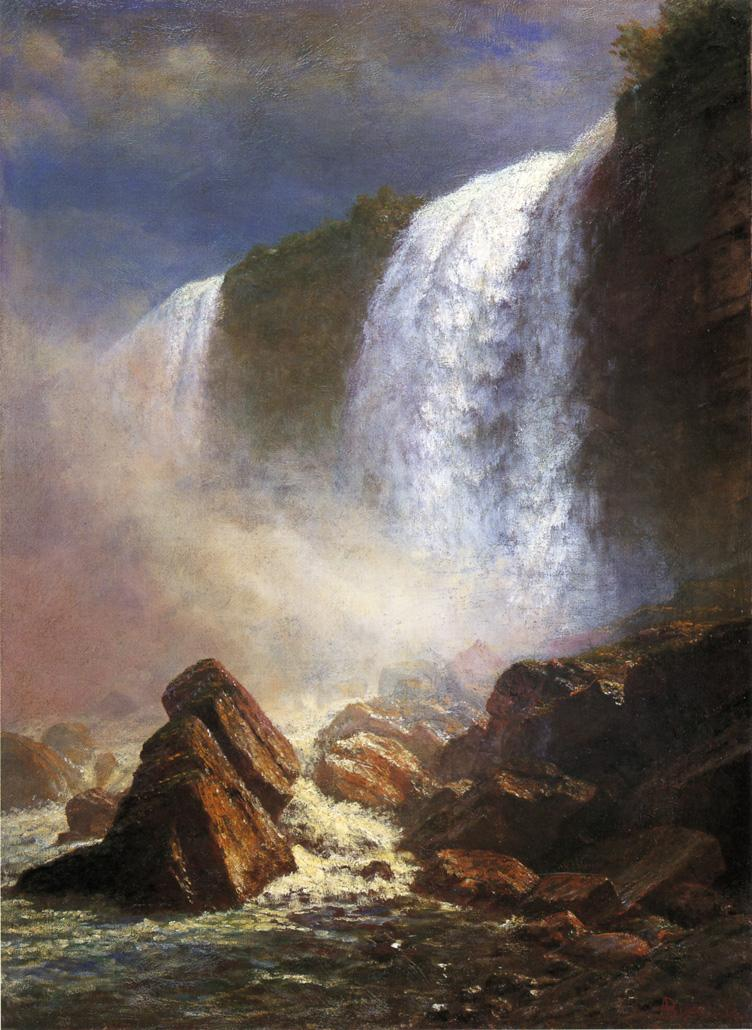
Водоспад Ніагара знизу (Albert Bierstadt), 1869
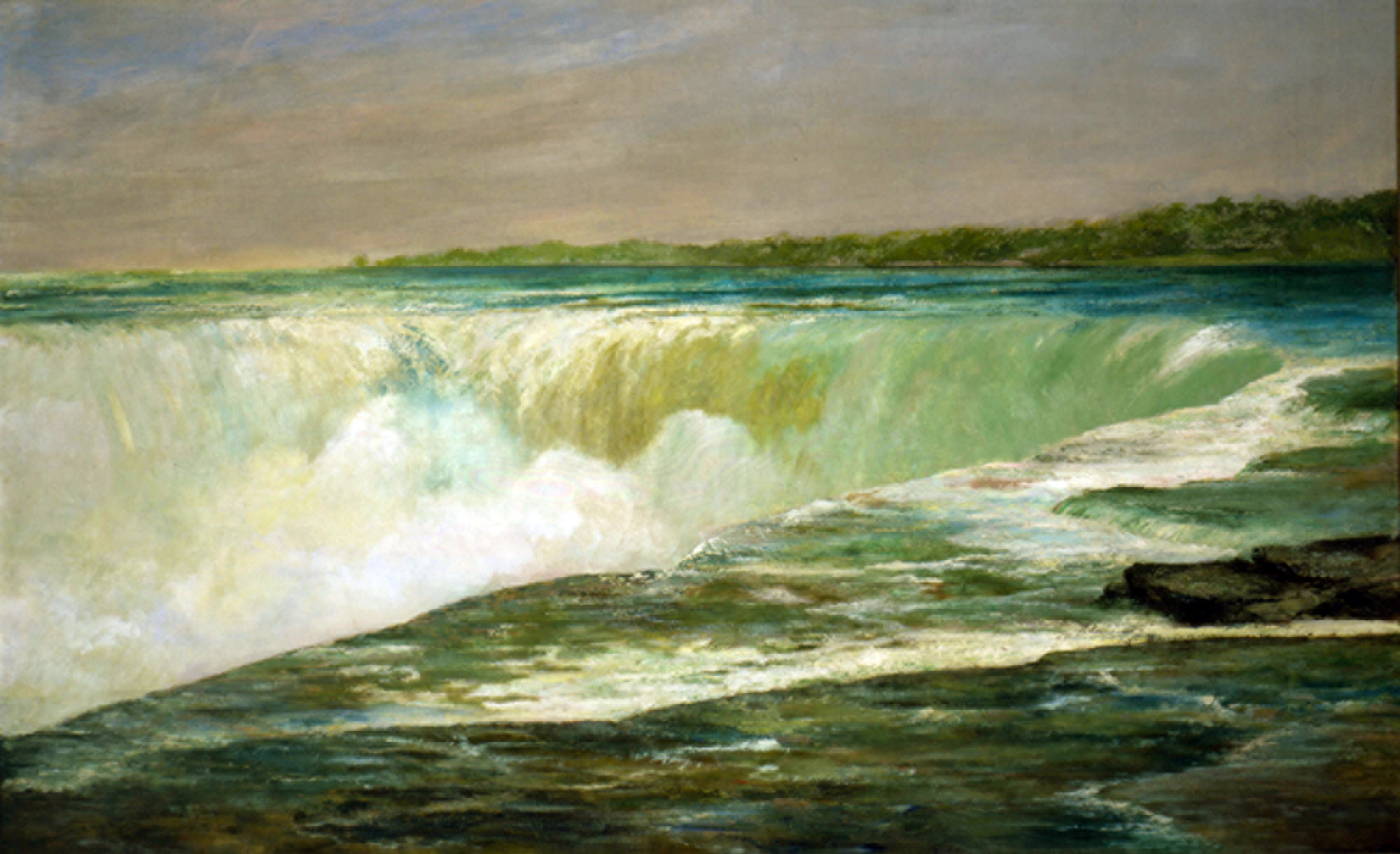
Ніагарський водоспад (William Morris Hunt), 1878
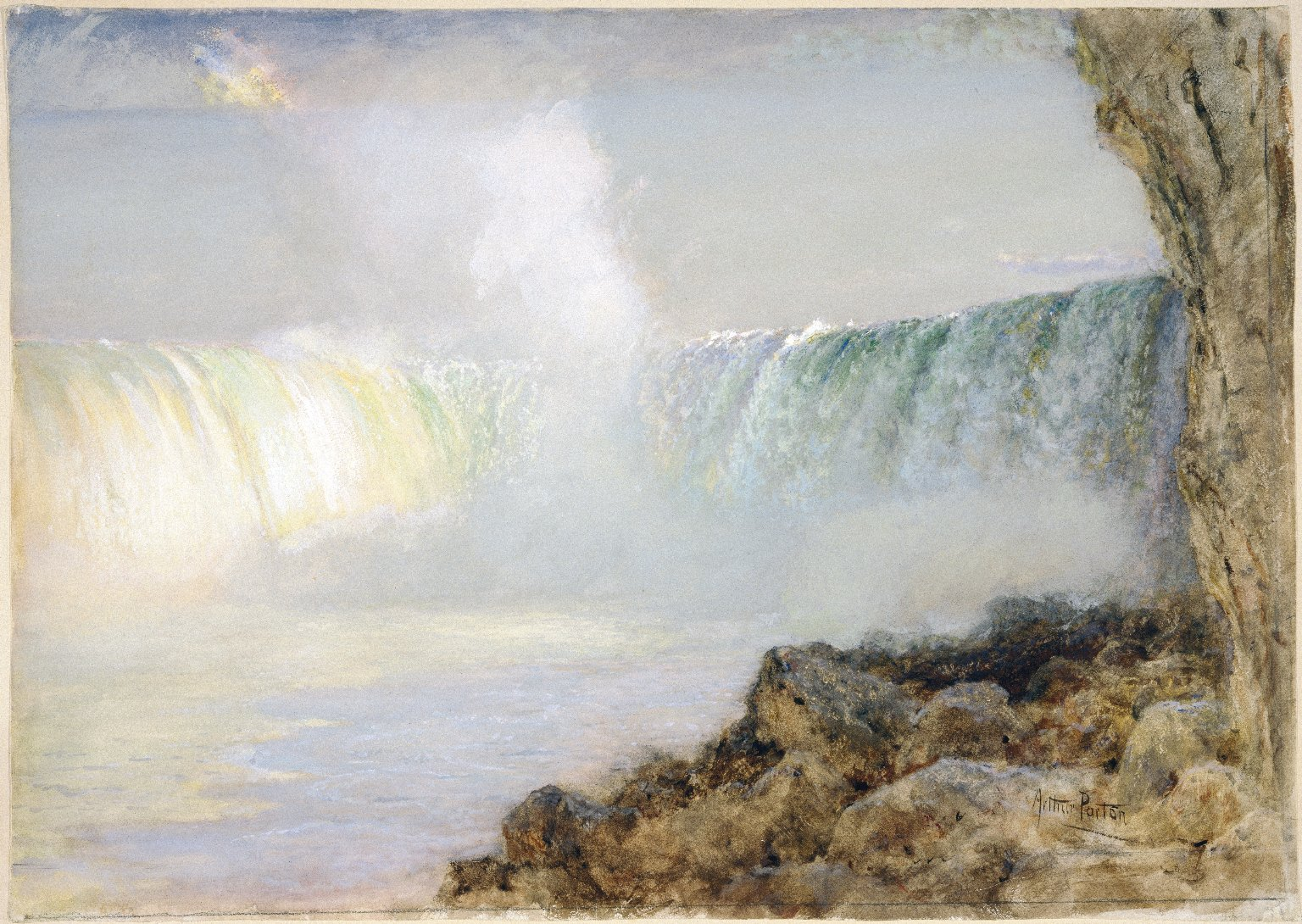
Ніагарський водоспад (Arthur Parton), близько 1880

## Ілюмінація водоспаду

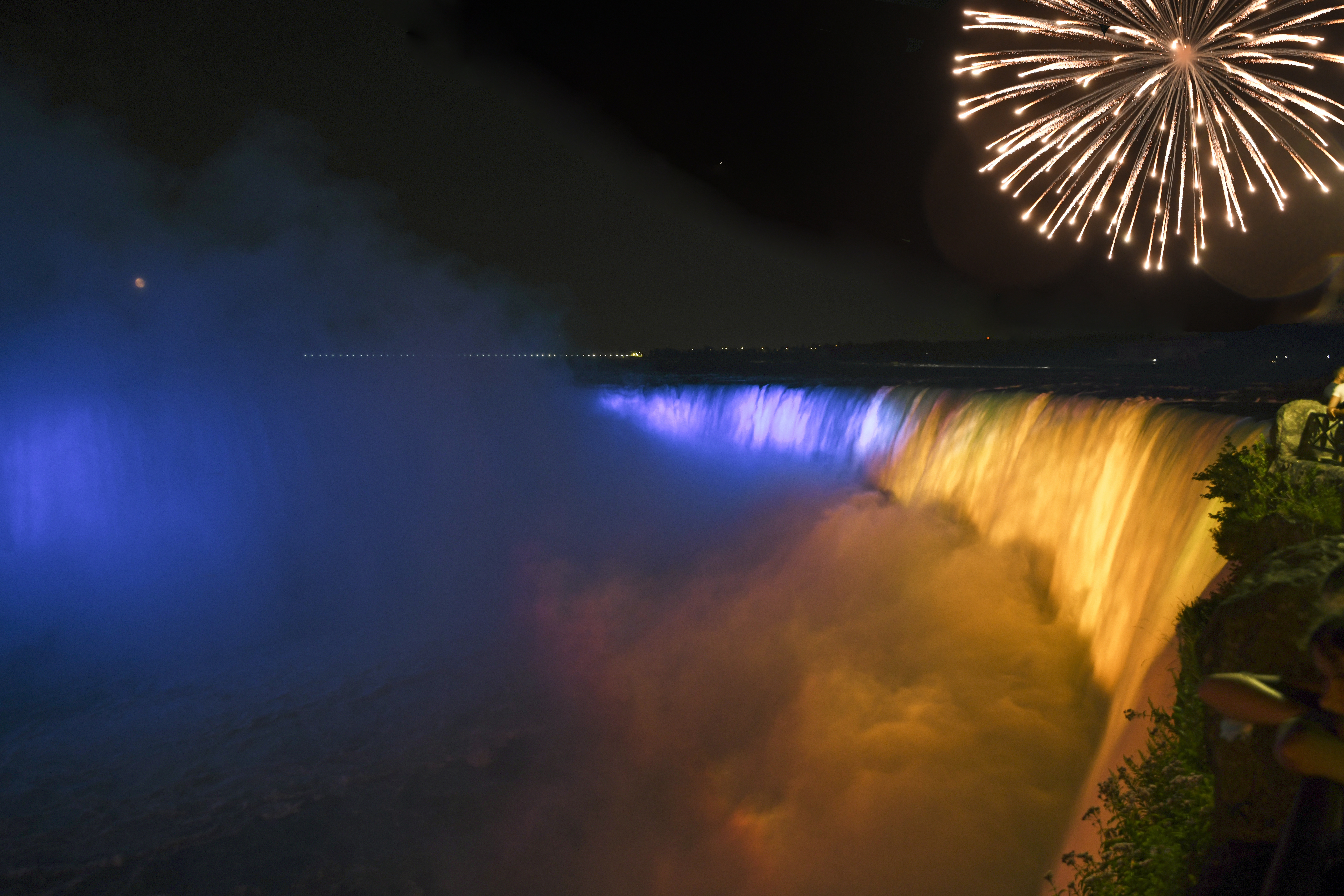
Ілюмінація 24 серпня 2021 року

У вечірній час для розваги туристів водоспади, як з американського боку так і з канадського, освітлюють різними кольорами та узорами. Стало популярним освітлювати Ніагарський водоспад національними кольорами на визначні дати. Так у різні роки водоспад був підсвічений синім та жовтим кольорами. На 30-річчя української Незалежності 24 серпня 2021 року водоспад також був освітлений кольорами прапора України.

## Цікаві факти
- Під час сильних морозів у США і Канаді трапляються випадки, коли водоспад замерзає. За час спостережень таке було у 1848 і 1912 роках, а також у січні 2014 року[76].
- Нижче водоспаду побудовані гідроелектростанції загальною потужністю до 4,4 гігават.